# شیزن
شیزن، روستایی از توابع بخش میان‌ولایت شهرستان تایباد در استان خراسان رضوی ایران است.

## جمعیت
این روستا در دهستان کوهسنگی قرار دارد و براساس سرشماری مرکز آمار ایران در سال ۱۳۸۵، جمعیت آن ۵۰۳ نفر (۱۰۳خانوار) بوده‌است.